# 鄒穆公
邹穆公（？—？），為战国諸侯國邹国君主，孟子在世时的邹国国君。
| 前任： 中间后世失考 上一代：邾娄考公 | 战国邾国君主 | 繼任： 不详 |

## 不以粟食鹅

### 原文
邹穆公有令，食凫雁者必以粃，毋敢以粟。于是，仓无粃而求易于民，二石粟而易一石粃。吏以请曰:“粟食雁，为无费也。今求粃于民，二石粟而易一石粃，以粃食雁，则费甚矣。请以粟食之。”公曰:“去！非而所知也。夫百姓煦牛而耕，曝背而耘，苦勤而不敢惰者，岂为鸟兽也哉？粟米，人之上食也，奈何其以养鸟也，且汝知小计而不知大会⑦。周谚曰:‘囊漏贮中’，而独勿闻欤？夫君者，民之父母也。取仓之粟移之与民，此非吾粟？鸟苟食邹之粃，不害邹之粟而已。粟之在仓与其在民，于吾何择？”邹民闻之，皆知其私积之与公家为一体也。 ——《新书·春秋》

### 译文
邹穆公下了命令，饲养鹅的人，一定要用粃作饲料，不可用粟。粮仓里供给公家喂鹅的粃，于是断缺了，便向民间去换取，二石粟才换来一石粃。管理粮仓的官吏向穆公请示，说:“用粟喂鹅，不用花钱(粮仓里能供应)。现在向农民去收购粃，要二石粟才换一石粃。再拿粃饲鹅，耗费太大了。请求仍以粟喂食。”穆公说:“这，你就不明白了。百姓把牛喂饱而耕地，而自己却在烈日下光着脊背锄地，耐苦勤劳，不敢有点怠惰，难道是为了鸟兽劳累的吗？粟米，这是上等的食粮，怎么可以拿它来喂鹅。这是你只会打小算盘而不懂得大盘算了。周人有句俗话说:‘盛粮食的袋子漏了，也都是漏在仓里。’难道你没有听说过？做一国之主，应是百姓生活的依靠。拿仓里的粟去换百姓的粃，难道就不是我们自己的粟了？只不过鹅吃的是邹国的粃，没有糟蹋邹国的粟子。粟子贮存在粮仓里跟收藏在百姓家中，对我来说哪有什麼分別？”邹国的百姓听了，都懂得了各家的藏粮和政府的储存完全是一回事呀！